# Vrigstad

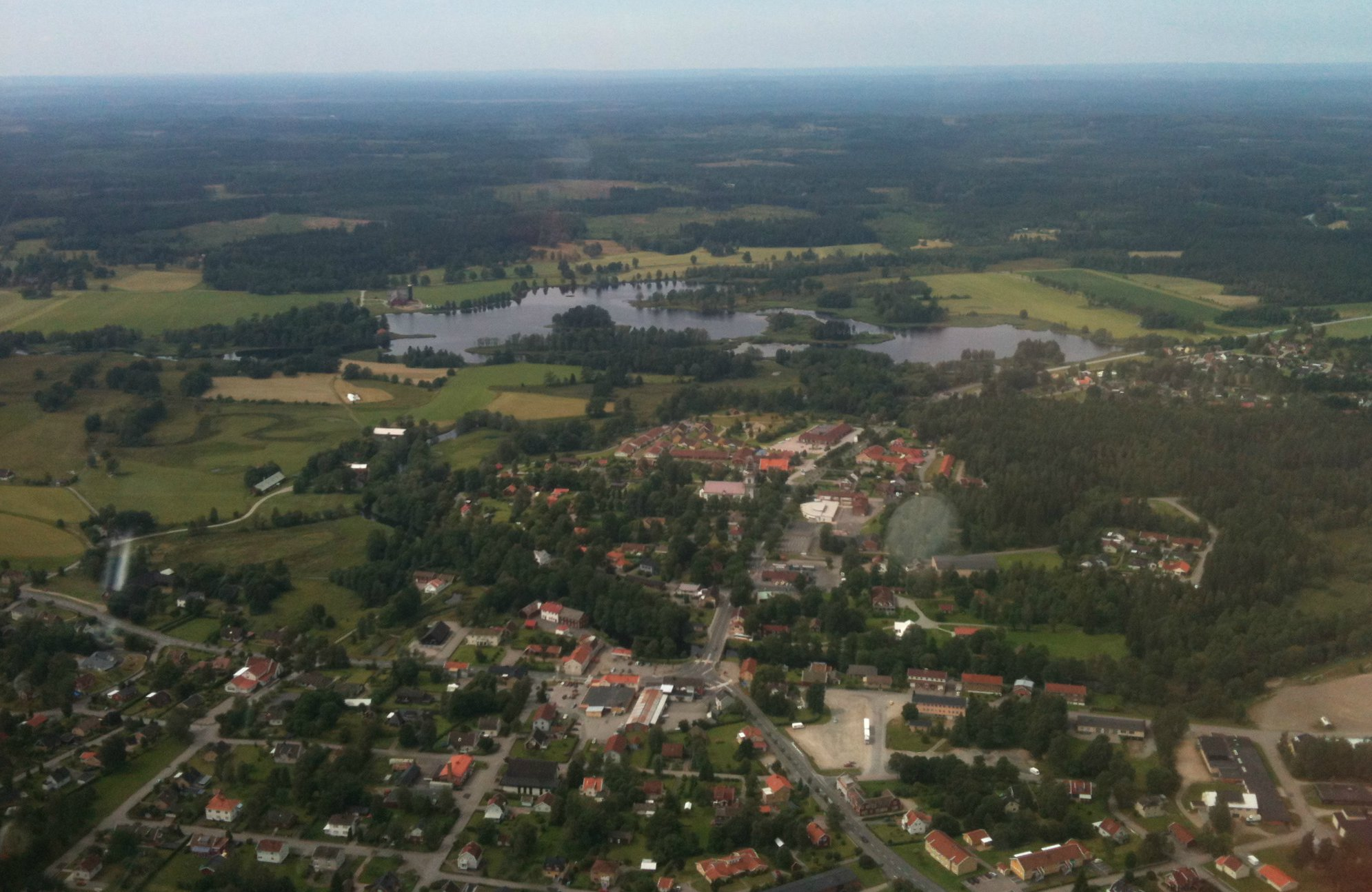
Flygfoto av delar av Vrigstad med Lundholmssjön i bakgrunden.

Vrigstad är en tätort i Sävsjö kommun och kyrkby i Vrigstads socken i Jönköpings län.
Genom Vrigstad rinner Vrigstadsån. Det finns också flera sjöar runt orten, till exempel Slättsjön med badplats, och Lundholmssjön

## Historik
Vrigstad är en gammal handelsplats utmed handelsvägen Vetlanda-Värnamo.

### Befolkningsutveckling
| Befolkningsutvecklingen i Vrigstad 1960–2020 | Befolkningsutvecklingen i Vrigstad 1960–2020 | Befolkningsutvecklingen i Vrigstad 1960–2020 | Befolkningsutvecklingen i Vrigstad 1960–2020 | Befolkningsutvecklingen i Vrigstad 1960–2020 |
| -------------------------------------------- | -------------------------------------------- | -------------------------------------------- | -------------------------------------------- | -------------------------------------------- |
|                                              |                                              |                                              |                                              |                                              |
| År                                           |                                              |                                              | Folkmängd                                    | Areal (ha)                                   |
| 1960                                         | 1960                                         |                                              | 814                                          |                                              |
| 1965                                         | 1965                                         |                                              | 973                                          |                                              |
| 1970                                         | 1970                                         |                                              | 1 071                                        |                                              |
| 1975                                         | 1975                                         |                                              | 1 170                                        |                                              |
| 1980                                         | 1980                                         |                                              | 1 432                                        |                                              |
| 1990                                         | 1990                                         |                                              | 1 580                                        | 189                                          |
| 1995                                         | 1995                                         |                                              | 1 553                                        | 195                                          |
| 2000                                         | 2000                                         |                                              | 1 481                                        | 197                                          |
| 2005                                         | 2005                                         |                                              | 1 432                                        | 197                                          |
| 2010                                         | 2010                                         |                                              | 1 421                                        | 197                                          |
| 2015                                         | 2015                                         |                                              | 1 461                                        | 213                                          |
| 2020                                         | 2020                                         |                                              | 1 509                                        | 218                                          |
|                                              |                                              |                                              |                                              |                                              |

## Samhället
Vrigstad har utvecklats till en knutpunkt för antikhandlare och antikintresserade. I Vrigstad finns tre antikhandlare.

## Näringsliv
Ostkaksbageriet i Vrigstad AB tillverkar ostkaka.

## Evenemang
Två dagar i rad om året i maj arrangeras på Marknadsplatsen Vrigstad marknad, vilken har anor från 1491.

## Personer från orten
En Vrigstadkonstnär är Ture Fabiansson. Andra person från Vrigstad är författaren  Åke Edwardson och innebandymålvakten Peter Sjögren. Färgfabrikören Fredrik Runstedt och konstnären Hugo Carlberg har varit bosatta i Vrigstad. Amer Eriksson Ibragic är också från Vrigstad som är en fotbollsspelare. En annan person som kommer från Vrigstad är Gatukonstnären Linus Hjälmeby 
|  |

## Bildgalleri

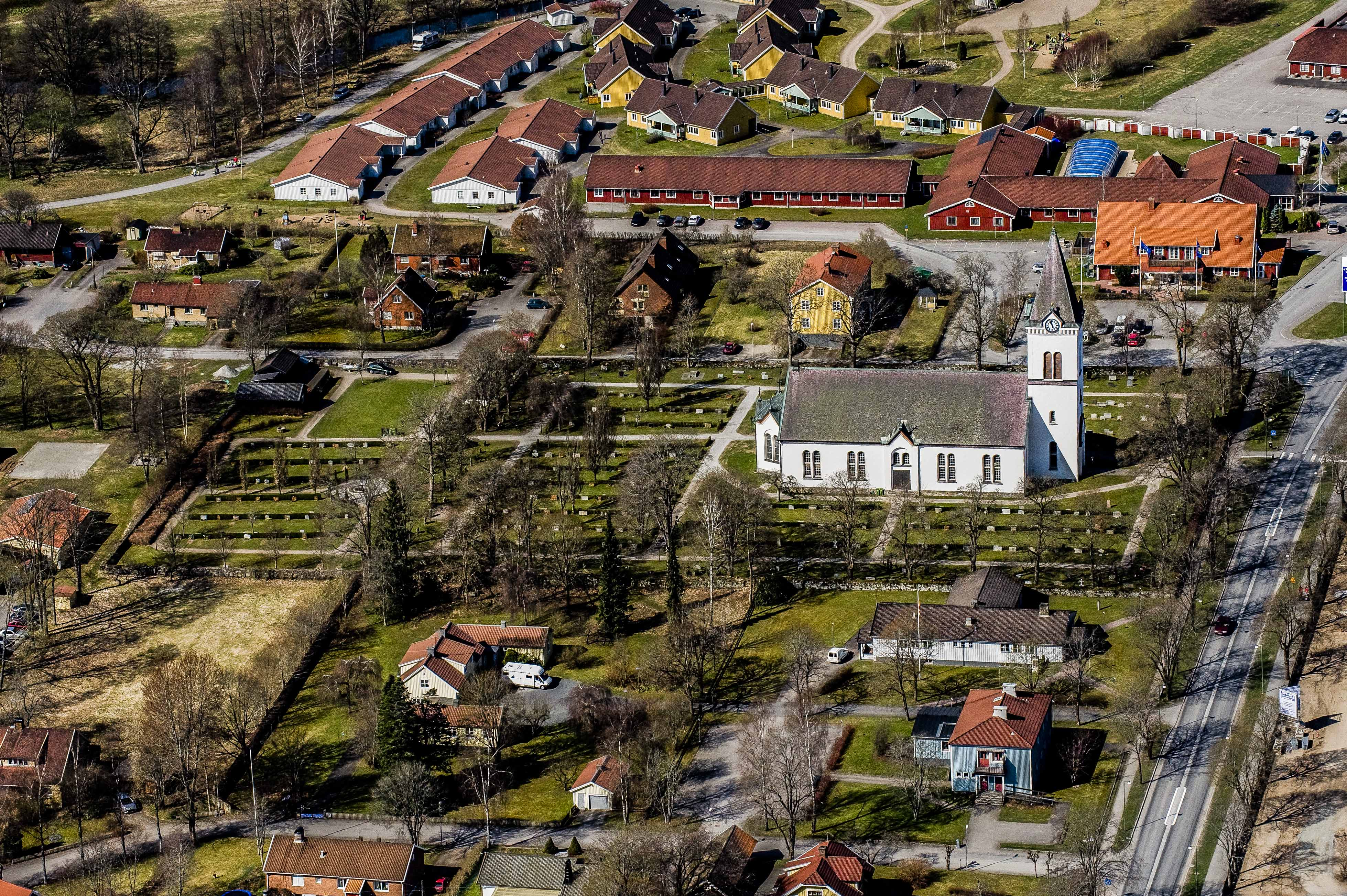
Vrigstad kyrka
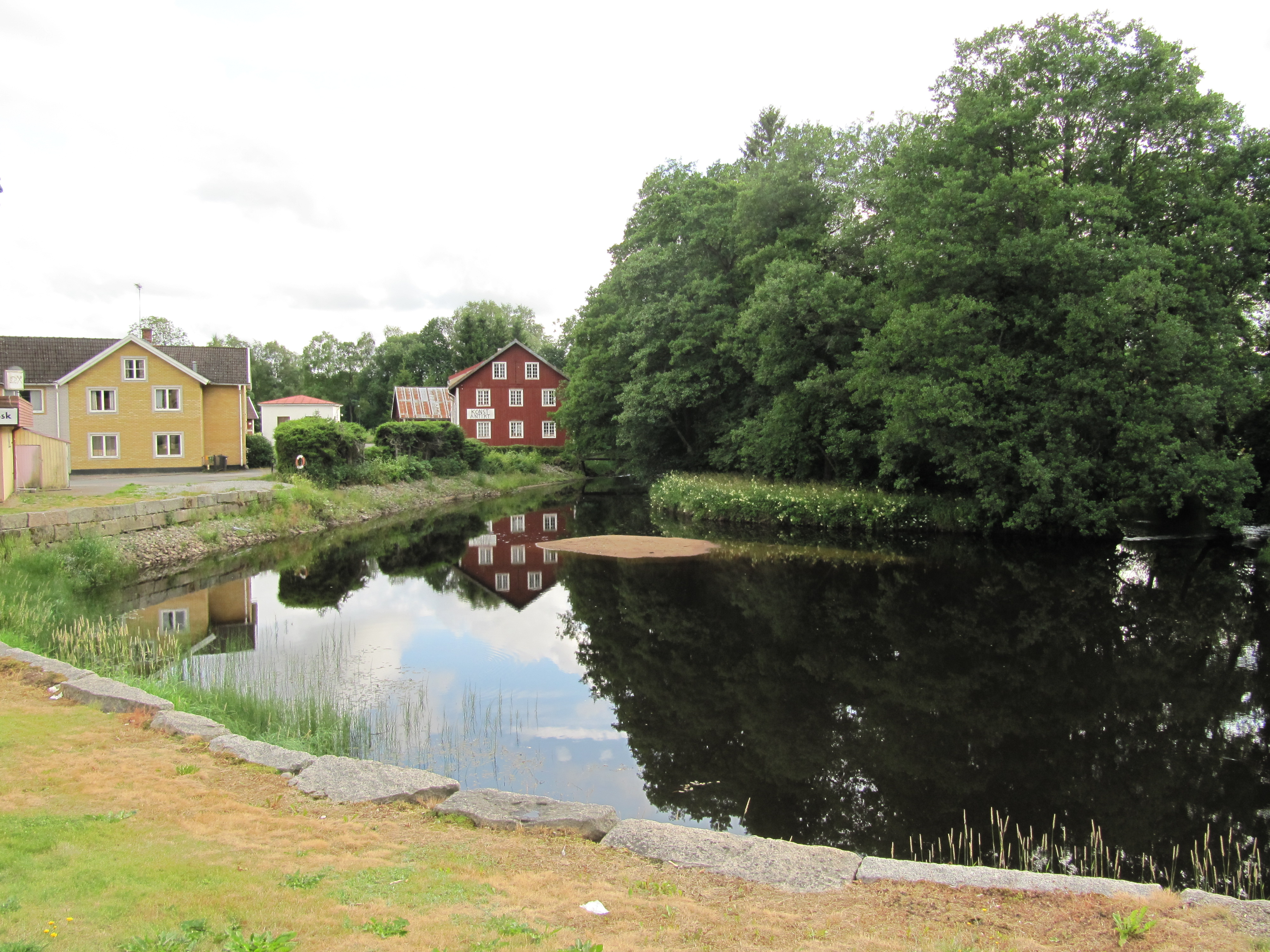
Vrigstadsån
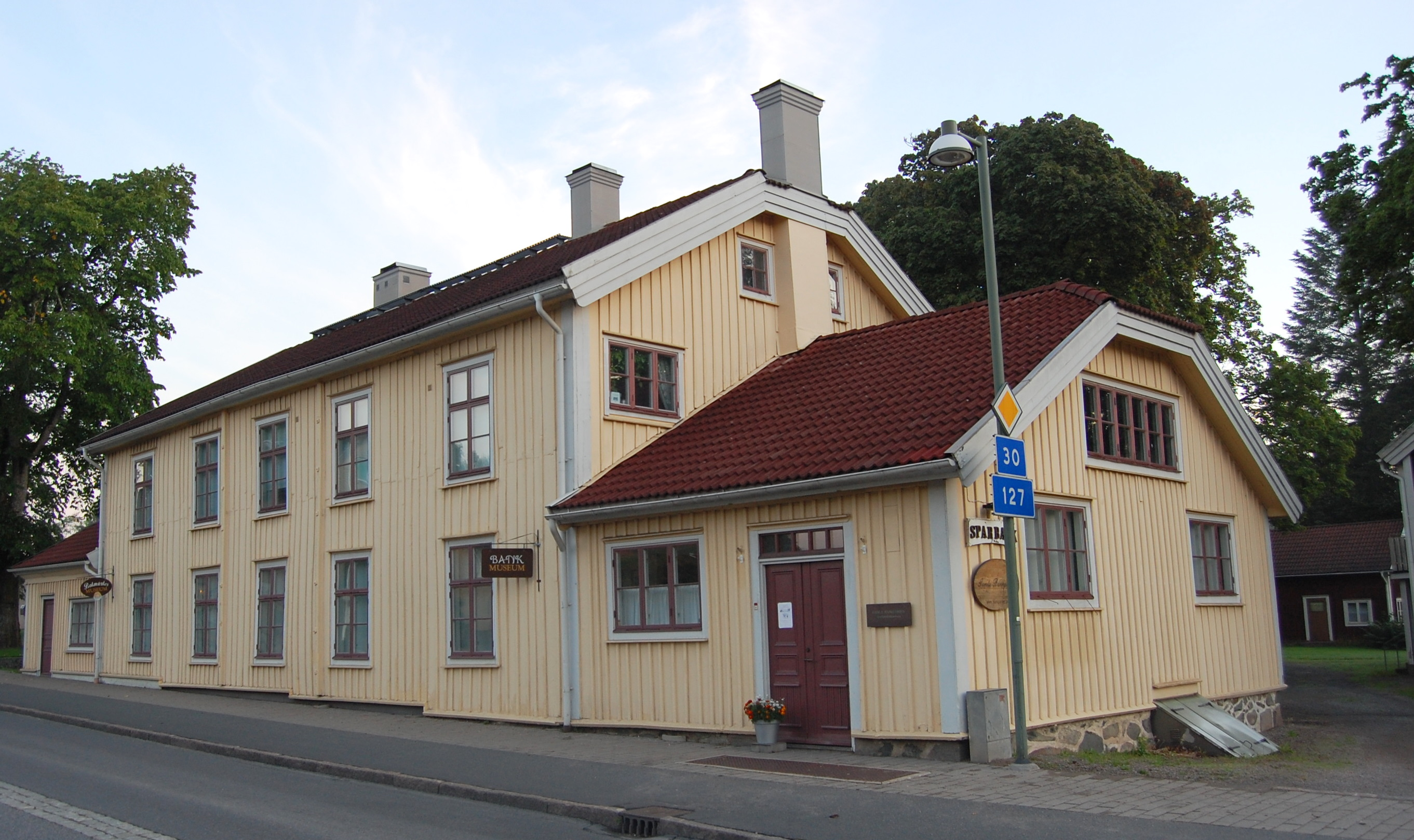
Gamla Bankgården, med Bankmuseum och Aldred Dahls våning
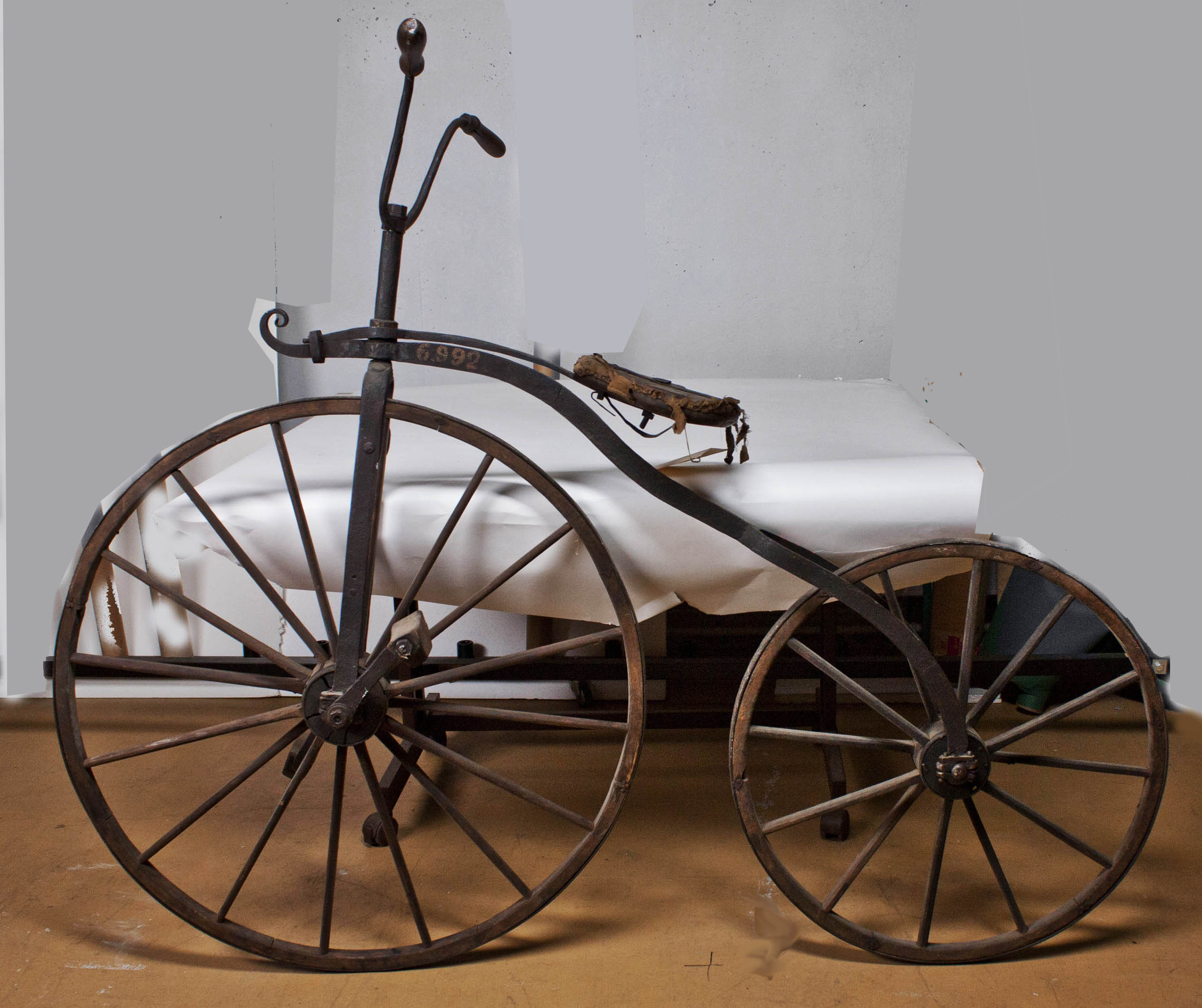
Vrigstadcykeln från 1867